# Carmarthenshire
Carmarthenshire (walisisk: Sir Gaerfyrddin eller uformelt walisisk: Sir Gâr) er et hovedområde i det sydvestlige Wales. Byer i countiet tæller Ammanford, Burry Port, Carmarthen, Kidwelly, Llanelli, Llandeilo, Newcastle Emlyn, Llandovery, St Clears og Whitland. Llanelli er langt den største by, men Carmarthen er county town og administrationercenter for countiet, primært som følge af dens centrale placering.
Countiet grænser op til Ceredigion mod nord, Powys mod øst (det historiske county Brecknockshire), Neath Port Talbot (det historiske county Glamorgan) og Swansea (og Glamorgan), og mod syd Bristolkanalen og mod vest Pembrokeshire.
Økonomien er præget af landbrug og skovbrug. Carmarthenshire er også kendt som "Garden of Wales".

## Seværdigheder
Fra bronzealderen findes stensætninger og bautasten som bl.a. Mynydd Llangyndeyrn, nær Llangyndeyrn.
En række borge og slotte ligger i Carmarthenshire, hvilket ikluderer Carreg Cennen, Dinefwr, Kidwelly, Laugharne, Llansteffan og Newcastle Emlyn Castle. Ligeledes findes ruinen af Talley Abbey, og kystlandsbyen Laugharne der er associeret med Dylan Thomas. Flere større ejendomme og herregårde tæller Aberglasney House and Gardens, Golden Grove og Newton House.
National Botanic Garden of Wales ligger i Carmarthenshire.